# Västra Sönnarslövs kapell
Västra Sönnarslövs kapell är ett kapell i Sönnarslöv i östra delen av Kvidinge i Åstorps kommun. Det tillhör Kvidinge församling i Lunds stift.

## Historik
På platsen där kapellet ligger fanns en medeltida kyrka som 1894 ersattes av Västra Sönnarslövs kyrka som ligger cirka två kilometer åt sydost. Även sedan medeltidskyrkan rivits genomfördes gravsättningar på gamla kyrkogården. Behov fanns av ett gravkapell på platsen och 1936 testamenterade Augusta Lasson sin kvarlåtenskap till uppförandet av ett kapell.
År 1938 uppfördes Västra Sönnarslövs kapell av bröderna Pålsson efter ritningar av murarmästare Sture Svensson från Kvidinge. Kapellet placerades något sydost om den plats där medeltidskyrkan låg. I februari 1939 genomfördes invigningen.

## Kapellet
Kapellet har en stomme av tegel och består av ett långhus med östvästlig orientering. Vid östra kortsidan finns ingång och vid västra kortsidan finns en femsidig lägre absid. Väggarna är spritputsade och vitkalkade. Långhuset har ett sadeltak täckt med röda tegelpannor. Absidens tak är täckt med falsad röd plåt. Byggnadens sockel är klädd med natursten. 
Kyrkorummet har ett golv belagt med rödbrunt tegel lagt på flatan. Koret är upphöjt två steg mot övriga kyrkorummet. Väggarna är putsade och målade i gulvitt. Innertaket är klätt med masonit, är målat gulvitt med bruna ränder och är öppet upp till taknocken. Mitt i kyrkorummet hänger en ljuskrona av trä med sju elektriska ljus. På ömse sidor om mittgången står öppna bänkar.

## Inventarier
- Dopfunten från år 2006 är en trädstam från ett träd som har fällts på kyrkogården. Vid dop ställs en silverskål på trädstammen.
- Altaret är ett murat blockaltare som är putsat och målat lika väggarna. Altarskivan är av slipad grå kalksten. Altaret är samtida med kapellet.
- Ett altarkors av malm tillkom 1989.
- En ambo av brunlaserad furu är troligen samtida med kapellet.

## Kyrkogården
Strax öster om kapellet finns en fristående klockstapel som är byggd 1953 där klockstapeln vid Perstorps kyrka är förebild. Stapeln är fyrsidig och har träväggar som lutar inåt. Stapelns sadeltak är belagt med röda tegelpannor och kröns av en kyrktupp från den medeltida kyrkan. Kyrkklockan är gjuten 1953 av Bergholtz klockgjuteri och har en inskription bestående av en psalmvers.
Vid platsen där medeltidskyrkan låg restes år 1959 ett träkors med en minnesinskrift.

## Bildgalleri

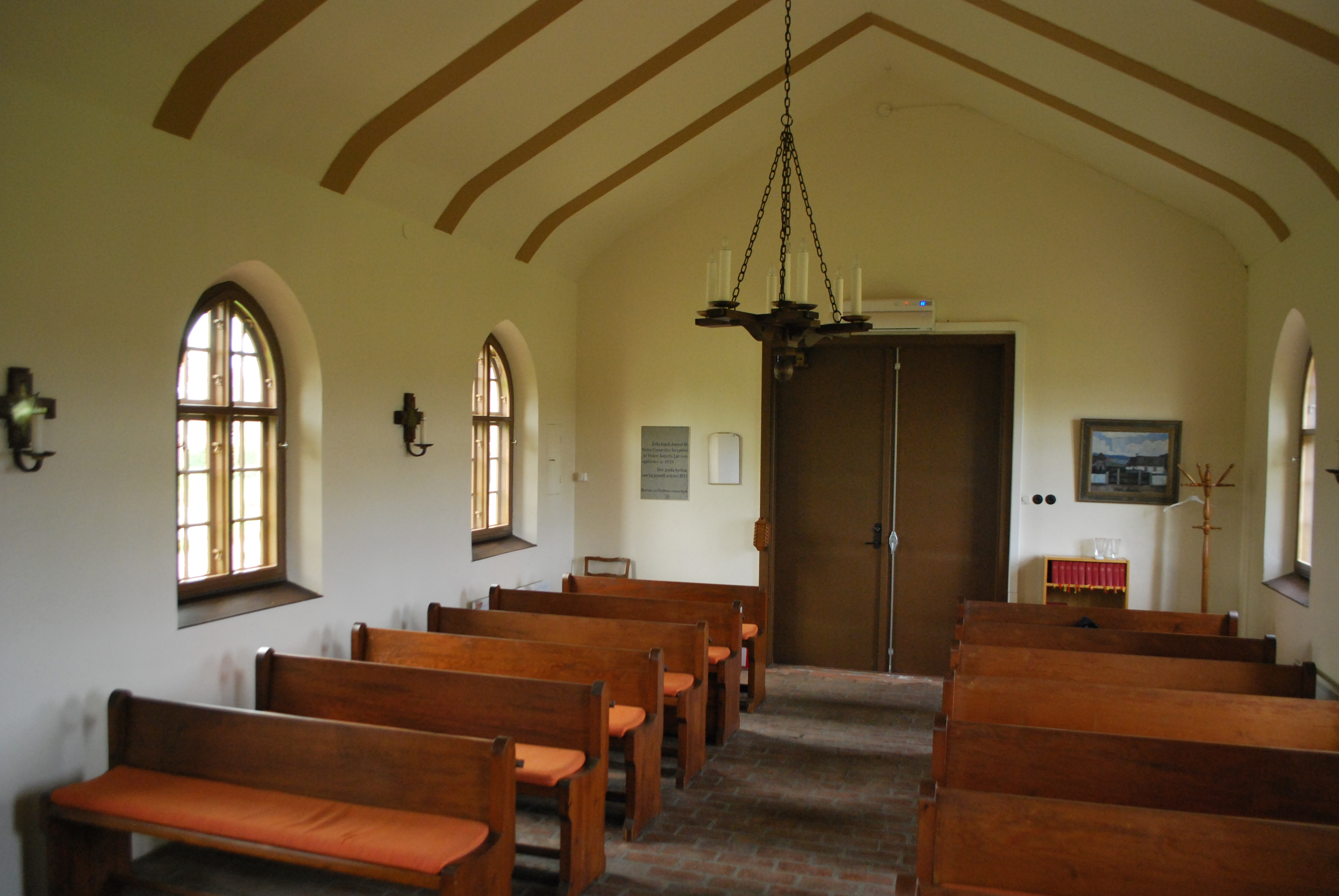
Kyrkorum mot ingång
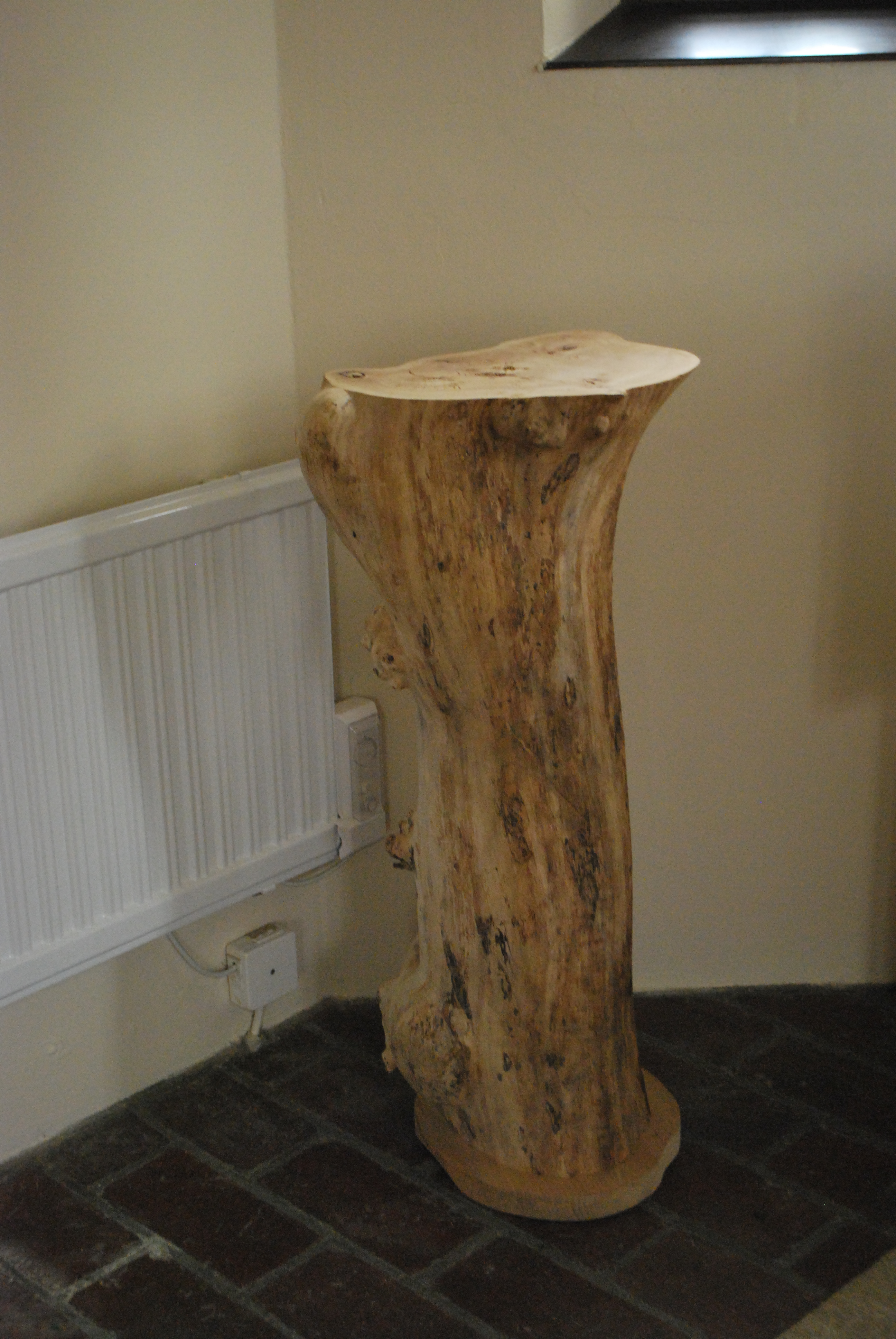
Dopfunt
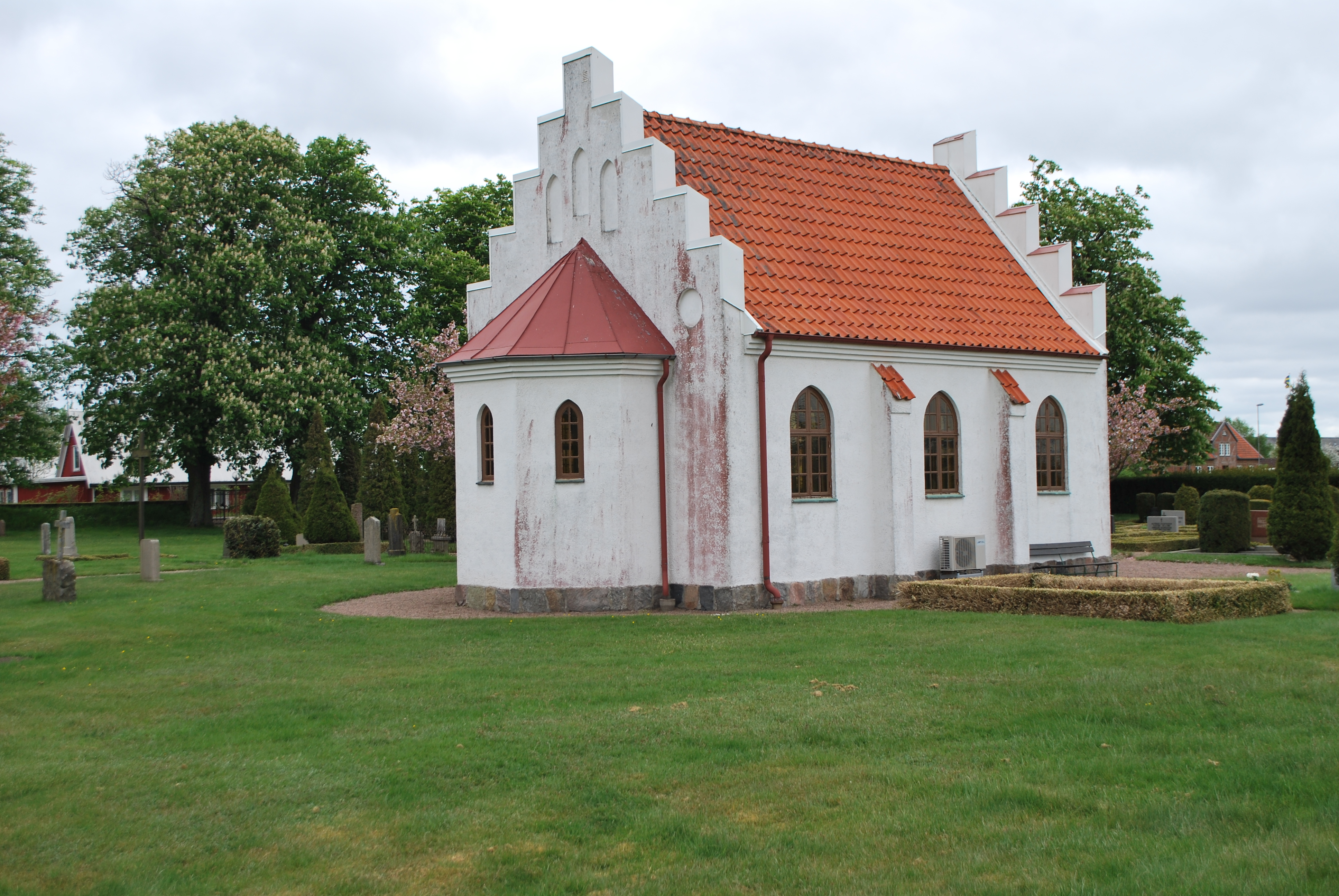
Kapellet med absid
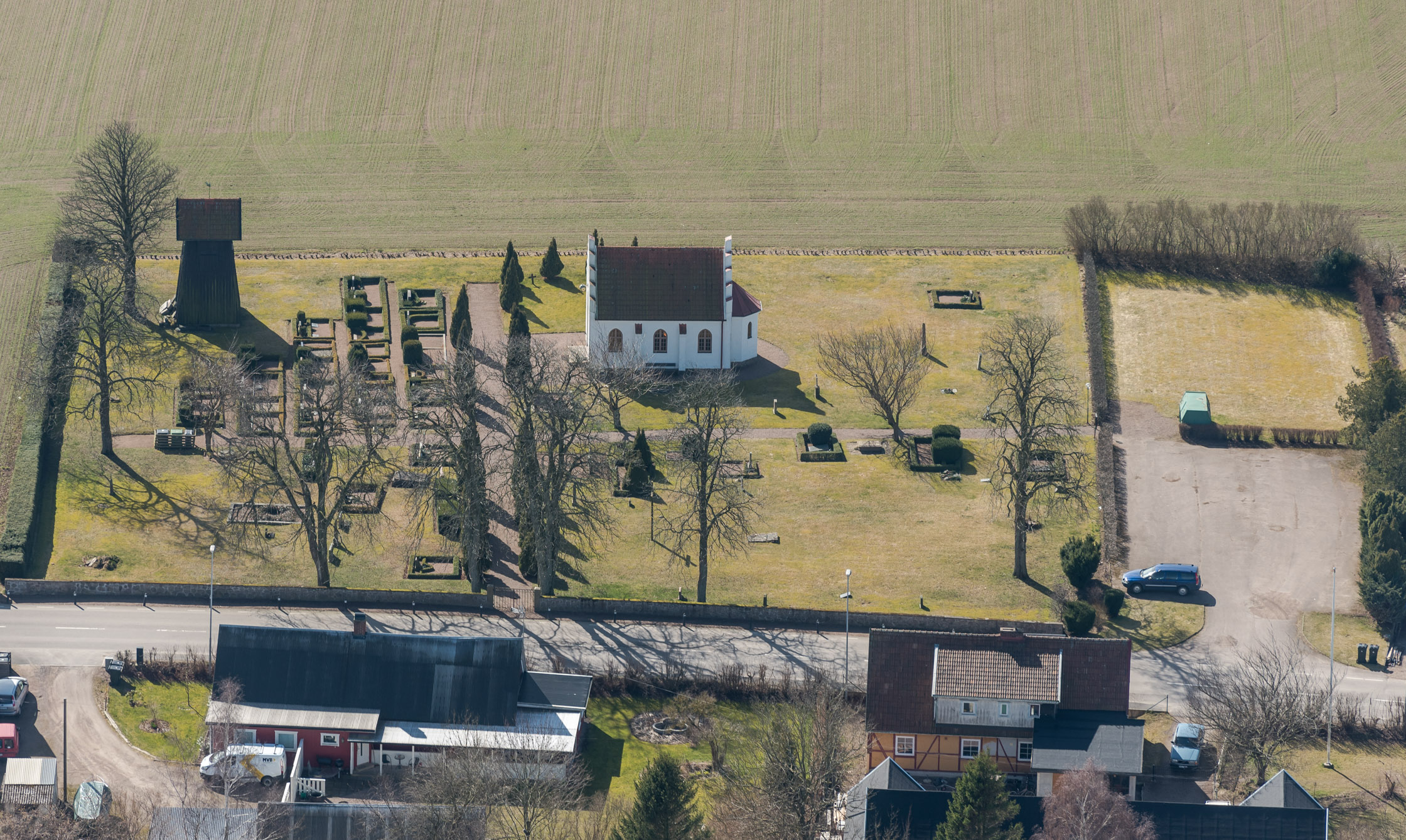
Flygvy över kyrkplatsen